# 弗里伯羅澤斯 (阿肯色州)
弗里伯羅澤斯（英語：Three Brothers）是位於美國阿肯色州巴克斯特縣的一個非建制地區。該地的面積和人口皆未知。

## 地理
弗里伯羅澤斯的座標為36°27′09″N 92°27′57″W / 36.45250°N 92.46583°W，而該地的平均海拔高度為306米（即1004英尺）。